# Tomislav Ostoja
Tomislav Ostoja (Split, 20. kolovoza 1931.),  hrvatski je akademski kipar i slikar, rodom iz Pučišća. Brat je hrvatskog slikara Mirka Ostoje.

## Životopis
Rođen je u Splitu. U Splitu je pohađao osnovnu i srednju školu. Talent za likovnost pokazao je već u mladoj dobi. Potom je pohađao splitsku Školu primijenjene umjetnosti na odjelu grafike. Poslije se prebacio na kiparstvo. Studirao je na zagrebačkoj Likovnoj akademiji u klasi profesora Antunca, Rukljače, Kršinića i Augustinčića.
Održao je brojne izložbe svojih radova. Autor je mnogih javnih spomenika od kojih ćemo spomenuti Spomenik borcima skijašima u Begovom Razdolju, Silviju Strahimiru Kranjčeviću u Zagrebu, Marku Oreškoviću u Ličkom Osiku, reljef Hokej 66 u Zagrebu, Alojziju Stepincu u Zagrebu, glavni memorijalni spomenik žrtvama Domovinskog rata 1991. – 1995. u Vukovaru te Pad pod križem u Kninu.

## Galerija
- Spomenik Silviju Strahimiru Kranjčeviću, Zagreb, 1962.
- Spomenik palim borcima iz Ciglenice, Zagreb, 1972.
- Spomenik Alojziju Stepincu, Novi Zagreb, 1998.
- Glavni memorijalni spomenik žrtvama Domovinskog rata, Vukovar, 2000.